# Метис (сателит)
Метис је најближи сателит Јупитеру. По грчкој митологији Метис је била титан али и Зевсова (паралела у римској митологији је Јупитер) прва жена. Овај сателит је открио Стивен Синот 1979. Метис и Адрастеја леже у Јупитеровом главном прстену. Пречник овог сателита је 40 km и налази се 128.000  од Јупитера.

## Откриће и посматрања
Открио га је амерички астроном Стивен Синот 1979. године посматрајући слике са летелице Војаџер, након чега му је дата привремена ознака C/1979 Ј 3. Године 1983. добија званично име Метис по митолошком бићу Титану из грчке митологије. Метис је била жена-титан, прва супруга бога Зевса. С обзиром да је на фотографијама Војаџера Метис био само тачкица, дуго се није знало много о физичким обележјима сателита. Тек доласком летелице Галилео 1998. године у његову близину направљени су снимци скоро целе површине овог сателита.

## Физичке особине
Сателит је неправилног облика и промера 60х40х34 km што га чини другим најмањим унутрашњим сателитом Јупитера. Није му позната тачна маса, али процењујући његову средњу густину на 0,86 g/cm³, слично Амалтеји, маса би могла бити око 3,6 х 1016 kg. Оваква густина води до закључка да је Метис вероватно састављен од воденог леда са порозношћу 10—15%. Површина Метиса је избраздана многим кратерима, тамна и црвенкасте је боје.

## Орбита
Орбита Метиса је најближа Јупитеру од његова четири мала унутрашња сателита. На раздаљини од 128.000  од Јупитера, орбита има веома малу ексцентричност (0,0002) и нагиб (0,06°). Орбита је иначе у оквиру Јупитеровог главног прстена. Сателит ротира синхроно са орбиталним периодом, а најдужа ос ротације је поравната према Јупитеру. С обзиром на то да је Метис у оквиру пречника Јупитерове синхронизоване орбите, плимне силе доводе до тога да се орбита сателита полако приближава Јупитеру, тако да ће у далекој будућности Метис евентуално ударити у матичну планету.